# 沃爾納特鎮區 (印第安納州馬歇爾縣)
沃爾納特鎮區（英語：Walnut Township）是位於美國印地安納州馬歇爾縣的一個行政鎮區。

## 地方資料
根據2010年美國人口普查的數據，沃爾納特鎮區的面積為97.80平方千米，當中陸地面積為97.70平方千米，而水域面積為0.10平方千米。當地共有人口2747人，而人口密度為每平方千米28.09人。